# The Contours
The Contours is een Amerikaanse soul- en rock-'n-rollband, die in 1959 in Detroit werd geformeerd. De groep is vooral bekend om zijn klassieke hit Do You Love Me uit 1962, waarvan meer dan 1 miljoen exemplaren werden verkocht en in 1988 opnieuw een grote hit werd.

## Biografie

### Formatie enDo You Love Me
Joe Billingslea (geboren 14 november 1937) en Billy Gordon formeerden in 1959 in hun geboortestad Detroit de zanggroep The Blenders. Ze completeerden de groep met Billy Hoggs en Billy Rollins, die hadden gereageerd op een advertentie van Joe Billingslea in de plaatselijke krant. De groep voegde al snel Leroy Fair (in plaats van Billy Rollins) en baszanger Hubert Johnson toe en veranderde de naam in The Contours. In de herfst van 1960 deed de groep auditie bij Motown Records van Berry Gordy. Gordy wees de act af, wat de groep ertoe bracht een bezoek te brengen aan het huis van Johnsons neef, r&b-ster en Gordy-medewerker Jackie Wilson. Wilson op zijn beurt zorgde ervoor dat The Contours een tweede auditie met Gordy kregen, waarbij ze dezelfde liedjes op dezelfde manier zongen als bij de eerste auditie en een contract voor zeven jaar ondertekenden.
Elke artiest bij Motown Records kreeg zijn eigen gitarist. Huey Davis was de gitarist van The Contours. De eerste single Whole Lotta' Woman werd uitgebracht in januari 1961, maar kwam niet voor in de hitlijsten. Binnen enkele maanden na het uitbrengen werd Leroy Fair vervangen door Benny Reeves, de broer van Martha Reeves. Kort daarna vertrok Benny Reeves om bij de Amerikaanse marine te dienen en werd hij vervangen door Sylvester Potts. In 1961 werd de tweede single The Stretch uitgebracht, die ook niet in de hitlijsten voorkwam. Begin 1962 had Gordy de Contours-plaat Do You Love Me, een compositie die oorspronkelijk bedoeld was voor The Temptations. Maar in een interview in 2008 voor MOJO Magazine verklaarde de oorspronkelijke Contour Joe Billingslea dat dit niet het geval was. In het artikel verklaarde Billingslea aan auteur Phil Alexander dat de auteur van het nummer, Motown-oprichter Berry Gordy, het nummer eerst aan The Contours had aangeboden, alleen met de bedoeling om The Temptations het nummer te geven nadat hij zag dat The Contours er problemen mee hadden. De resulterende plaat, met de geschreeuwde leadzang van Billy Gordon, bereikte nummer 1 in de r&b-Billboard-hitlijst en bereikte in 1962 nummer 3 in de Billboard Hot 100. Er werden meer dan een miljoen exemplaren van verkocht en het werd bekroond met een gouden schijf. In 1963 werd het nummer opgenomen door de Britse band Brian Poole & The Tremeloes, die met dit nummer in Groot-Brittannië een nummer 1-hit hadden.

### Carrière van midden tot eind jaren 1960
Hoewel The Contours het buitengewone succes van Do You Love Me nooit konden evenaren, keerden ze in 1963 en 1964 vier keer terug in de hitparade, te beginnen met Shake Sherry. Ze kwamen ook in de r&b-hitlijsten met de B-kant van Can You Jerk Like Me, het door Smokey Robinson geschreven That Day When She Needed Me. In 1964 verlieten Billy Hoggs, Joe Billingslea, Hubert Johnson en Sylvester Potts Motown. Berry Gordy huurde Council Gay, Jerry Green en Alvin English in om Billy Gordon te ondersteunen, waardoor The Contours een vocaal kwartet werd (waarbij Davis de gitarist van de groep bleef gedurende hun verblijf bij Motown). Tijdens deze periode werden de door beide bezettingen opgenomen nummers samengesteld voor het tweede album The Contours: Can You Dance voor Motown. Om onbekende redenen is dit album echter nooit door Motown uitgebracht. Binnen een jaar keerde Sylvester Potts terug naar de groep (ter vervanging van Alvin English) en Billy Gordon vertrok kort daarna. Gordon werd vervangen door Joe Stubbs, de broer van Four Tops-zanger Levi Stubbs. Stubbs stopte al snel met de act en werd vervangen door Dennis Edwards. Stubbs zou later leadzanger worden van de niet-Motown r&b-groep 100 Proof (Aged in Soul) uit de jaren 1970.
Halverwege de jaren 1960 namen The Contours verschillende platen op die r&b-radio-airplay kregen, met name Can You Do It, Don't Let Her Be Your Baby, Can You Jerk Like Me en de B-kant van de hitsingle, het door Smokey Robinson geschreven en geproduceerde That Day When She Needed Me, First I Look at the Purse (geschreven door Miracles-leden Smokey Robinson en Bobby Rogers) en Just a Little Misunderstanding (de enige single met Stubbs als leadzanger en mede geschreven door Stevie Wonder). Toch werden ze beschouwd als ondergeschikt aan de belangrijkste mannelijke vocale groepen van Motown: The Temptations, The Four Tops en The Miracles. Het zevenjarige contract van de groep met Motown liep af in 1967 en toen leadzanger Dennis Edwards medio 1968 werd aangeworven om de overleden David Ruffin te vervangen als leadzanger van The Temptations, gingen The Contours uit elkaar. Later werd Edwards ook een maker van solohits.
Hoewel ze in 1970 een hit scoorden in de UK Singles Chart met een heruitgave van Just A Little Misunderstanding, ligt de echte claim van The Contours op roem bij Do You Love Me. Zowel deze nummers als ander werk van The Contours zijn te vinden op verschillende Motown-compilatiealbums.

### Na Motown
In het begin van de jaren 1970 bracht Joe Billingslea de groep weer tot leven met hemzelf, Arthur Hinson, Martin Upshire, C. Autry Hatcher en voormalig Motown Contour Council Gay als leden en begon op te treden in lokale clubs rond Detroit. Tijdens de jaren 1970 en begin jaren 1980 nam de populariteit van de groep toe en begonnen ze met het spelen van optredens in de hele Verenigde Staten en zelfs enkele internationale optredens. In 1984 verving Charles Davis Hinson en een week later voegde Potts zich weer bij de groep ter vervanging van Gay. In 1987 verliet Hatcher de groep en Arthur Hinson keerde terug. In 1988 werd Darell Nunlee toegevoegd toen Martin Upshire vertrok. In hetzelfde jaar was Do You Love Me prominent aanwezig in de film Dirty Dancing. In 1988 stuurde een heruitgave van Do You Love Me het nummer acht weken terug naar de Billboard Top 40-hitlijsten, met een piek op nummer elf. De film en de plaat leidden tot een Dirty Dancing Concert Tour uit 1988, gevolgd door een nieuw platencontract bij Motorcity Records van Ian Levine, waar de groep de twee albums Flashback en Revenge opnam, waarvan de laatste niet werd uitgebracht, hoewel de nummers later voorkwamen op de latere compilatie The Best of the Contours.
In 1992 verliet Hinson de groep, die tot 1993 doorging als kwartet toen Nunlee vertrok. Al Chisholm (voorheen bij The Falcons) en Gary Grier werden in 1993 aangeworven. Deze configuratie - Joe Billingslea, Chisholm, Davis, Grier en Potts - duurde van 1993 tot 2004.
In 2004 vertrok Sylvester Potts om zijn eigen groep te formeren met de vier leden (Leroy Seabrooks, Kim Green, Tony Womack en Darell Nunlee) van de lokale groep Upscale uit Detroit, die onmiddellijk begon op te treden als The Contours. Billingslea spande een rechtszaak aan en Potts ging in tegenspraak, elk claimde de rechten op de naam. Omdat het servicemerk The Contours gezamenlijk eigendom was van Billingslea, Potts en hun manager, werden deze rechtszaken beslecht in een buitengerechtelijke schikking die voorzag in het bestaan van beide groepen als The Contours with Joe Billingslea en The Contours featuring Sylvester Potts. Binnen enkele maanden na de oprichting van de Potts-groep vertrok Seabrooks om er een kwartet van te maken. In 2011 verliet Nunlee Potts' groep en werd vervangen door Tee Turner.
In april 2011 werden de onuitgebrachte nummers van het tweede album, samen met veertien onuitgebrachte oorspronkelijke Motown-opnamen van The Contours uit 1960 en nieuwe interviews uit 2011 met oprichter Joe Billingslea evenals met Sylvester Potts, uitgebracht als onderdeel van de cd-compilatiecollectie Dance with de Contours bij het importlabel Kent Records. Het kenmerkte de hits Can You Do It, Can You Jerk Like Me en verschillende andere nummers. Het werd vrijgegeven onder wettelijke licentie van en met de volledige goedkeuring van de eigenaren van de Motown-catalogus.
In 2005 maakte Billy Hoggs, die in 1964 The Contours verliet om priester te worden, zijn eerste en enige optreden sinds 1964 en trad hij toe tot The Contours met Joe Billingslea voor de opnamen van Motown: The Early Years for the Public Broadcasting System. Deze voorstelling wordt af en toe heruitgezonden bij verschillende PBS-filialen. In januari 2007 bracht Motown Records de dvd van de optredens uit. In 2006 vulden The Contours met Joe Billingslea de vacante baszangplek gecreëerd door Potts' vertrek met Odell Jones. In maart 2010 werden The Contours opgenomen in de Doo-Wopp Hall of Fame of America. De introductieshow werd gekenmerkt door een optreden van The Contours met Joe Billingslea.
In 2014 verliet Jones The Contours met Joe Billingslea en werd vervangen door Lyall Hoggart. Eind 2014 maakte Potts' groep zijn laatste optreden. In 2015 verving Dwjuan Brock Charles Davis. Ook in 2015 werden The Contours opgenomen in de R&B Hall of Fame. De introductieshow werd gekenmerkt door een optreden van The Contours met Joe Billingslea. Later dat jaar, nadat duidelijk werd dat Potts' groep was ontbonden, kreeg Billingslea's groep de naam The Contours terug. In 2016 werden The Contours opgenomen in de Michigan Rock and Roll Legends Hall of Fame. In 2017 werd het servicemerk The Contours uitsluitend toegewezen aan Joe Billingslea.

## Overlijden
Hubert Johnson pleegde op 11 juli 1981 op 40-jarige leeftijd zelfmoord in Detroit. Midden jaren 1960 overleed Joe Stubbs, broer van Levi Stubbs op 5 februari 1998. Daarna overleden verschillende oorspronkelijke leden binnen een periode van tien jaar. Billy Gordon overleed ergens in 1999. Gitarist Huey Davis (die was afgebeeld op de albumhoes van Do You Love Me, maar geen officieel lid was van The Contours, hoewel hij wel was afgebeeld in vrijwel alle publiciteitsfoto's van de groep door Motown) overleed op 23 februari 2002 in zijn huis in Detroit. Leroy Fair overleed in december 2004. Sylvester Potts overleed op 6 januari 2017.Gary Grier overleed in januari 2025.

## Bezetting
De groep heeft steeds vier à vijf leden gehad, afgezien van de vaste gitarist Huey Davis. In de Motown-jaren 1960-1968 zijn in totaal dertien zangers lid geweest van The Contours door frequente wisselingen in de formatie. In 1964 bijvoorbeeld stapten, na meningsverschillen met Berry Gordy, vier leden tegelijk op, van wie alleen Sylvester Potts na een jaar terugkwam. 
- Joe Billingslea, oprichter, 1959-1964
- Billy Gordon, oprichter, leadzanger, 1959-1965
- Billy Hoggs, 1959-1964
- Billy Rollins, 1959-1960
- Hubert Johnson, 1959-1964
- Leroy Fair, 1960-1961
- Benny Reeves, 1961-1961
- Sylvester Potts, 1961-1964, 1965-1968
- Council Gay, 1964-1968
- Jerry Green, 1964-1968
- Alvin English, 1964-1965
- Joe Stubbs, leadzanger, 1965-1966
- Dennis Edwards, leadzanger, 1966-1968
- Huey Davis, gitarist, 1960-1968

## Discografie

### Singles
- 1961: Whole Lotta Woman
- 1961: The Stretch
- 1962: Do You Love Me?
- 1962: Shake Sherry
- 1963: Pa I Need a Car
- 1963: Don't Let Her Be Your Baby
- 1964: Can You Do It
- 1964: Can You Jerk Like Me
- 1964: That Day When She Needed Me
- 1965: First I Look at the Purse
- 1966: Just a Little Misunderstanding
- 1967: It's So Hard Being a Loser
- 1980: I'm a Winner
- 1988: Do You Love Me? / Money (That's What I Want)
- 1989: Face Up to the Fact
- 1991: Running in Circles
- 1992: Look Out for the Stop Sign
- 2012: Claudia

### Albums
- 1962: Do You Love Me (Now That I Can Dance)
- 1990: Flashback

### Compilaties
- 1981: Do You Love Me (Now That I Can Dance)
- 1989: Motown Vintage Gold
- 1996: The Best of the Contours
- 1999: The Very Best of the Contours
- 2000: Essential Collection
- 2003: All the Hits and Much More
- 2011: Dance with the Contours
- 2014: Just a Little Misunderstanding: Rare and Unissued Motown 1965–68 (Splitalbum met Dennis Edwards)

### NPO Radio 2 Top 2000
Van The Contours stond alleen Do you love me in 1999 in de NPO Radio 2 Top 2000, op plek 1765.